# Mälab
Mälab (Mälardalstrafik AB) werd op 20 februari 1991 opgericht door degenen die verantwoordelijk zijn voor het openbaar vervoer in Stockholm, Sörmland, Uppsala en Västmanland. In oktober 1991 nam de regio Örebro een belang in de onderneming. 
In 1995 werd een overeenkomst getekend met SJ voor de ontwikkeling van regionale treinsystemen grotendeels zonder vergoeding van de provincies; het businessmodel is gebaseerd op regio-overstijgende reizigers. De overeenkomst genoemd TiM was bedoeld als antwoord van SJ voor regionaal vervoer, terwijl de regionale transportbedrijven vooral inzetten op het verkeer binnen hun regio's en als aanvoerlijnen voor het landelijke netwerk van SJ.
MÄLAB is een gezamenlijk eigendom van de streekStockholm (35%), Kommunalförbundet Sörmlands openbaar vervoer autoriteit (13%), de streek Uppsala (13%), de streek Västmanlands (13%), de streek Örebro (13%) en de regio Östergötland (13%).
De missie van het bedrijf is het beheer en de ontwikkeling van regionale treindiensten in de regio Mälardalen. De dienstverlening van MÄLAB komt tot uiting in SJ Regional.
De service-overeenkomst is van toepassing op de volgende trajecten:
- Orebro - Eskilstuna - Stockholm (Uppsala) "Svealand line"
- Norrkoping - Nykoping - Stockholm "Nykoping Banaan"
- Hallsberg - Katrineholm - Stockholm "Sörmlandspilen"
- Linköping - Norrköping - Eskilstuna - Västerås - Sala "owl"